# Albert Müller
Albert Müller (ur. 1921, zm. ?) – zbrodniarz nazistowski, członek załogi niemieckiego obozu koncentracyjnego Mittelbau-Dora (Nordhausen) i SS-Rottenführer.
Z zawodu kucharz. Pełnił funkcję Rapportführera (oficera raportowego odpowiedzialnego za apele więźniów) w Dorze, podobozie KL Mittelbau (Nordhausen). Po zakończeniu wojny Albert Müller stanął przed amerykańskim Trybunałem Wojskowym w Dachau oskarżony o maltretowanie więźniów obozu w trakcie apeli w podobozie Dora. Jego proces toczył się 1 grudnia 1947. Postawiono mu zarzuty ciężkiego pobicia pięciu więźniów (Rosjanina, Belga i trzech Francuzów) w okresie od września do grudnia 1943. Oskarżony przyznał się do winy i wymierzono mu karę 25 lat pozbawienia wolności. Przed rewizją wyroku 2 lutego 1948 obrona przedstawiła nowe dowody w sprawie, przemawiające na korzyść Müllera (okazało się między innymi, iż w kilku sytuacjach pomagał on więźniom). Wyrok zmniejszono więc do 10 lat pozbawienia wolności.